# Conquesta de Tunísia
La conquesta de Tunísia per part de França es dugué a terme en dues fases; conquesta del territori entre el 28 d'abril i el 12 de maig de 1881 i la supressió d'elements rebels entre el 10 de juny i el 28 d'octubre del mateix any. S'establí el Protectorat francès de Tunísia, que durà fins a la independència del país el 20 de març de 1956.